# Miryam Muñoz Cadena
Miryam Muñoz Cadena es una pelotari mexicano. Durante el Campeonato del Mundo de Pelota Vasca de 1990, el Campeonato del Mundo de Pelota Vasca de 1994 y el Campeonato del Mundo de Pelota Vasca de 1998 ganó la medalla de oro en la especialidad de frontenis al lado de Rosa María Flores Buendía. 